# Sur Meuse
Sur Meuse is een in 1705 gebouwd pand in Blerick, gemeente Venlo. Het betreft een vrijstaand wit pand dat heden ten dage dienstdoet als restaurant en brasserie. In 1702, tijdens het beleg van Venlo, brandde op de plek waar nu Sur Meuse staat een pand af dat in 1705 gerenoveerd werd. 
Het huidige pand heeft een gezwenkte Spaanse gevel in renaissancestijl, de zijgevel heeft een muizentandlijst en de achtergevel is een puntgevel. Het dak heeft de vorm van een zadeldak.
Sur Meuse werd gebouwd als veerhuis, schipperslogement en halteplaats voor trekschuiten. Later kwam hier ook een herberg (In den Gouden Leeuw) bij waar de trekschuitreizigers in konden overnachten. Tot het midden van de jaren 1800 was er een bierbrouwerij in gevestigd.
In 1885 werd het café vervangen door een café. Dit café heeft meerdere eigenaren gehad en werd ook door meerdere beheerders gehuurd. In 1961 werd de Amstel Brouwerij eigenaar van het pand. In 2012 werd het café verbouwd tot restaurant en doet sindsdien dienst als brasserie.

## Referentie
- LEM Historische encyclopedie